# Cynanchum paramorum
Cynanchum paramorum är en oleanderväxtart som beskrevs av G. Morillo. Cynanchum paramorum ingår i släktet Cynanchum och familjen oleanderväxter. Inga underarter finns listade i Catalogue of Life.